# Neonemoria thalassinata
Neonemoria thalassinata är en fjärilsart som beskrevs av Pieter Cornelius Tobias Snellen 1874. Neonemoria thalassinata ingår i släktet Neonemoria och familjen mätare. Inga underarter finns listade i Catalogue of Life.